# Eddie Hertzberger

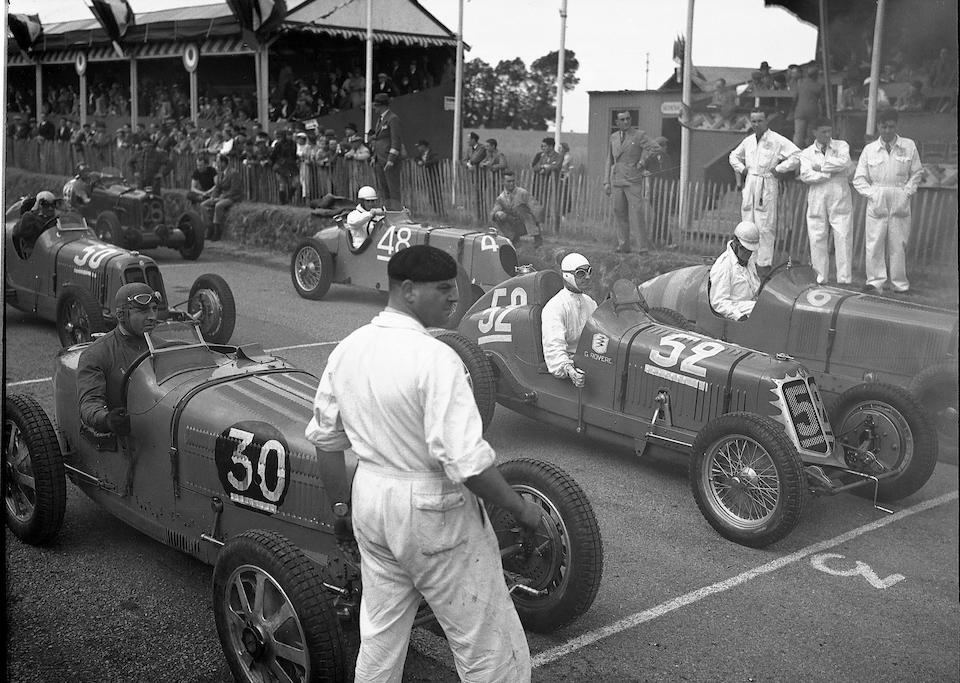
Dieppe, 20 juli 1935: Eddie Hertzberger in nr. 48.

Edmond (Eddie) Hertzberger (Rotterdam, 17 oktober 1904 – Zwitserland, 2 mei 1993) was een Nederlands magnaat en autocoureur.

## Carrière
Hij won in 1936 de Grand Prix des Frontières voor sportauto's in Chimay (België) en in 1937 voor brommobielen. Hij nam ook deel aan de 24 uur van Le Mans in 1935 en 1937. In de jaren '20 van de twintigste eeuw deed Hertzberger ook aan boksen en hij deed ook veel aan zeilen en skiën tijdens zijn leven.
Hertzberger bezat auto's als een Bugatti Type 57 Stelvio 4-seater #57519, waarmee hij deelnam in de 12-uurs nachtrace van de Koninklijke Nederlandsche Automobiel Club (KNAC) in september 1926, een MG Magnette K3, een 4,5 liter Bentley en een Aston Martin. Hij beperkte zijn race-evenementen tot Engeland, Frankrijk, Italië en België. Motorsport in Nederland was er nog nauwelijks, terwijl Joden niet mochten racen in nazi-Duitsland.

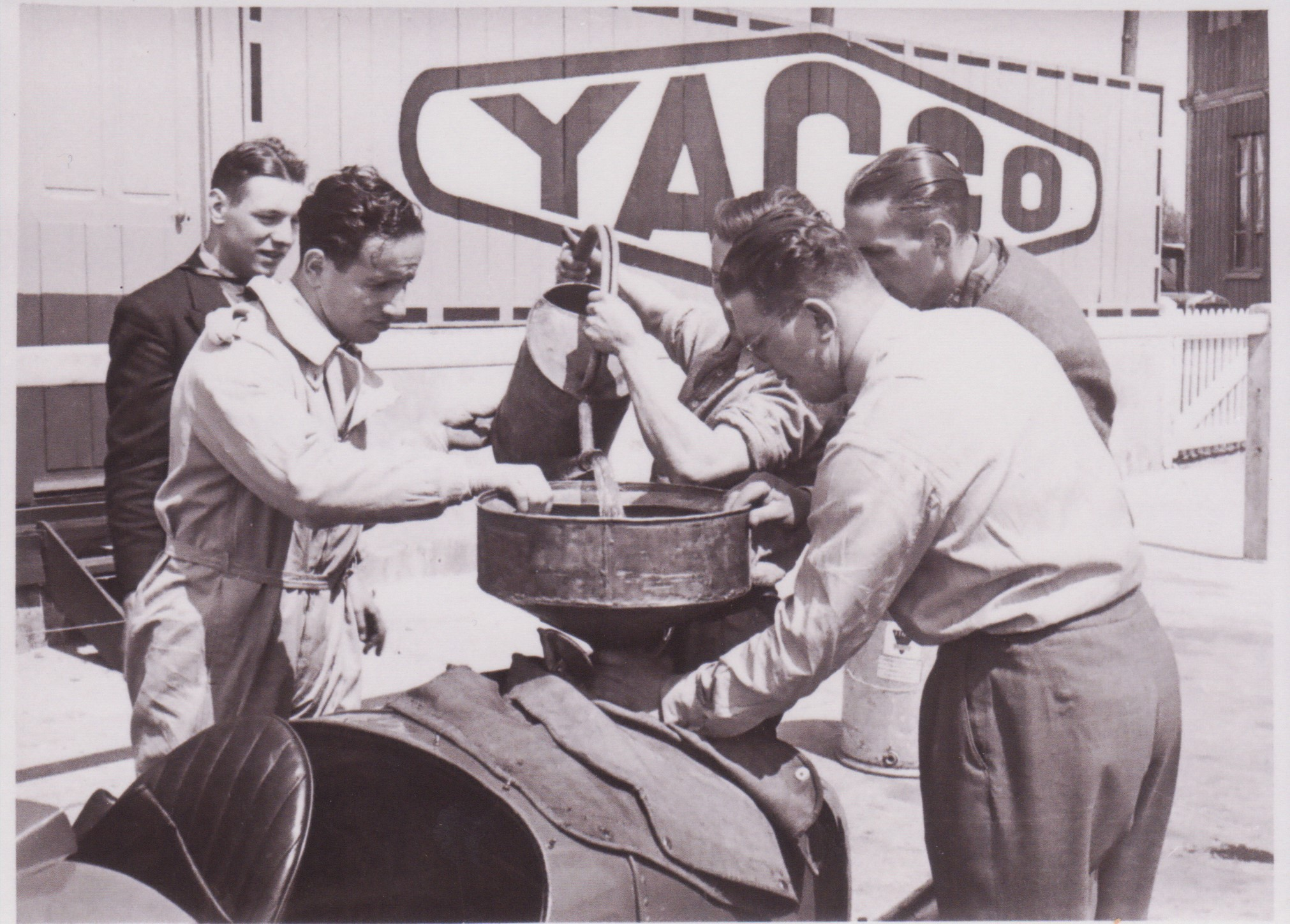
Eddie (in overall) helpt bij het bijtanken. Monthlery Mei 1937.

Op Linas-Monthléry zette Hertzberger enkele snelheidsrecords in zijn K3. Hij startte ook in de Mille Miglia en in de 24 uur van Le Mans. Na zijn huwelijk stopte hij met racen, maar hij maakte nog wel een verrassend optreden op Zandvoort in 1953.
Hertzberger was de eerste en enige Nederlandse Grand Prix-winnaar tot Carel Godin de Beaufort de GP Spa won in 1959.
Op 26 februari 1952 registreerde Eddie Hertzberger zijn Ferrari 212 Inter Ghia Coupé (chassisnummer 0225 EL) op kenteken PD-88-78 en daarmee was de eerste in Nederland verkochte Ferrari een feit.

## Persoonlijk

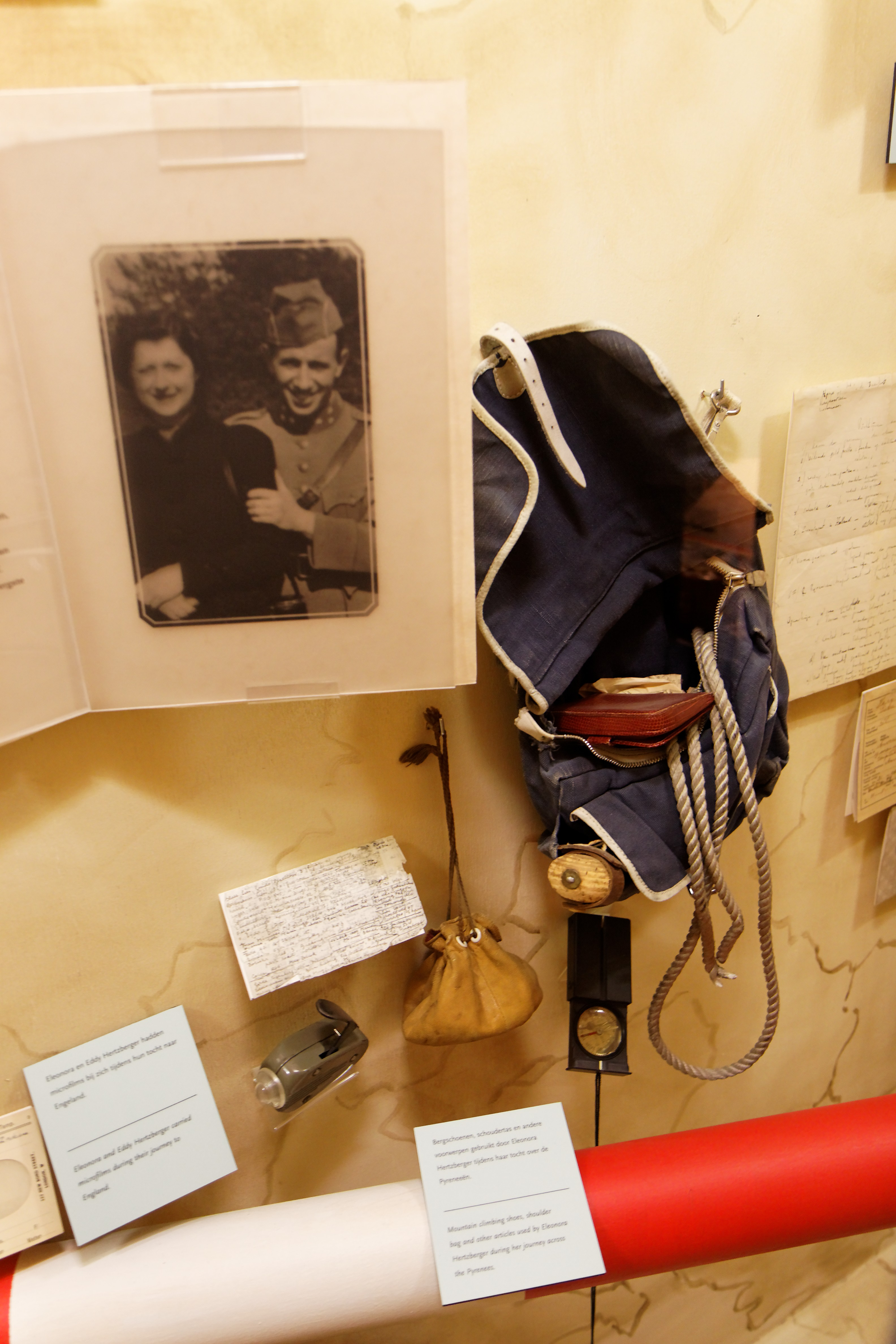
Eddy Hertzberger en Eleonore
(Verzetsmuseum Amsterdam)

Hij werd geboren in Rotterdam, als zoon van Herman Hertzberger, een Rotterdamse textielmagnaat, en Maria Cohen. Hij ontmoette Eleonore Katz (1917), die met haar ouders in 1933 uit Nazi-Duitsland gevlucht was, tijdens een zeiltocht op de Loosdrechtse Plassen. Ze trouwden in 1938 en gingen met zijn Bugatti op huwelijksreis. In 1939 werd Hertzberger gemobiliseerd. Tijdens de meidagen van 1940 maakte hij deel uit van de 7de luchtdoelbatterij naast de Weespertrekvaart in de buurt van Amsterdam. Hij liet een woonboot naar de trekvaart komen, zodat Eleonore in de buurt onderdak kreeg. Hij maakte met zijn amateurcamera filmbeelden voor en op 10 mei, waaruit bleek dat het Nederlandse leger geen oorlog verwachtte en slecht voorbereid was. Toen de capitulatie getekend was, had de 7de batterij geen slachtoffers te betreuren.
Eddie en Eleonore Hertzberger probeerden direct na de capitulatie via IJmuiden het land te verlaten, hetgeen mislukte.
Zijn textielfabriek en zijn Bugatti, die binnen geparkeerd stond, werden compleet vernietigd tijdens het bombardement op Rotterdam (1940).
Het echtpaar Hertzberger ontsnapte via België en Frankrijk naar Zwitserland, waar hij meer dan een jaar bleef. Later reisden zij door Vichy-Frankrijk om Spanje te bereiken. In Madrid werd Hertzberger lid van de inlichtingendienst van de Nederlandse overheid tijdens de Tweede Wereldoorlog.

## Na de oorlog
Na de oorlog herbouwde Hertzberger zijn fabriek en woonde zowel in Nederland als New York. Later verhuisde hij naar Zwitserland, waar hij in 1993 overleed.
Zijn vrouw Eleonore Hertzberger-Katz beschreef hun gevaarlijke avonturen in “Door de mazen van het net” (1990). Ze overleed op 1 juli 2016 in Potsdam.

## Eerbetoon
Sinds 2014 wordt de Hertzberger Trofee uitgereikt aan de winnaar van een meerdaagse rit waaraan maximaal 40 vooroorlogse auto's deelnemen.

## Trivia
Hertzbergers kleindochter Gwendolyn was tot 2008 ook actief op de circuits. Zij nam onder andere deel aan de Formule Renault.